# Sol a casa 3
Sol a casa 3 (títol original en anglès: Home Alone 3) és una pel·lícula estatunidenca del 1997 escrita i produïda per John Hughes i dirigida per Raja Gosnell. És la tercera pel·lícula de la seqüela de Sol a casa. La pel·lícula va ser seguida per una seqüela feta per a la televisió, Sol a casa 4 (Home Alone 4: Taking Back la Cambra), el 2002.

## Argument
Quan un grup de lladres aconsegueix robar un valuós microxip del Departament de Defensa dels Estats Units, amb l'objectiu de vendre'l al millor postor, perden l'oportunitat de fer-ho quan, en els controls de l'aeroport, l'artefacte acaba amagat dins d'un cotxe de joguina, joguina que a causa d'un error cau en mans de la senyora Hess, una dona gran que vola a Chicago.
Mentrestant, a Chicago, Alex Pruitt, és un entremaliat nen de nou anys a qui la seva veïna, la senyora Hess, l'obsequia amb el cotxet de joguina en el que està amagat el microxip. Quan Alex contreu la Varicel·la, s'adona que uns lladres estan pel veïnat buscant aquest cotxe de joguina. Ell intenta parlar amb els seus pares i amb la policia, però ningú creu la història que explica.
Alex es queda sol a casa, després que els seus pares marxin als seus treballs, i els seus germans estiguin a l'escola. Haurà de valer-se de tot el seu enginy per fer front als lladres i preparar un estratagema per fer-los fugir, aconseguint que no li robin el seu cotxe de joguina.

## Música
Banda sonora de la pel·lícula
| Núm. | Títol                                    | Artista             | Durada |
| ---- | ---------------------------------------- | ------------------- | ------ |
| 1.   | «My Town»                                | Cartoon Boyfriend   | 3:18   |
| 2.   | «All I Wanted Was a Skateboard»          | Super Deluxe        | 2:34   |
| 3.   | «I Want It All»                          | Dance Hall Crashers | 3:19   |
| 4.   | «Almost Grown»                           | Chuck Berry         | 2:20   |
| 5.   | «School Day (Ring! Ring! Goes the Bell)» | Chuck Berry         | 2:42   |
| 6.   | «Bad, Bad Leroy Brown»                   | Jim Croce           | 3:00   |
| 7.   | «Green Eyes Lady»                        | Sugarloaf           | 3:40   |
| 8.   | «Let It Snow! Let It Snow! Let It Snow!» | Dean Martin         | 1:56   |
| 9.   | «Home Again»                             | Oingo Boingo        | 5:26   |
| 10.  | «Nite Prowler»                           | The Deuce Coupes    | 1:45   |
| 11.  | «Tall Cool One»                          | The Wailers         | 2:34   |
| 12.  | «Home Alone 3 Suite»                     | Nick Glennie-Smith  | 8:00   |

## Repartiment
| Actor              | Personatge           |
| ------------------ | -------------------- |
| Alex D. Linz       | Alex Pruitt          |
| Olek Krupa         | Peter Beaupre        |
| Lenny Von Dohlen   | Burton Jernigan      |
| David Thornton     | Earl Unger           |
| Haviland Morris    | Karen Pruitt         |
| Kevin Kilner       | Jack Pruitt          |
| Scarlett Johansson | Molly Pruitt         |
| Marian Seldes      | Sra. Hess            |
| Christopher Curry  | Agent de l'FBI       |
| Baxter Harris      | Capità de la Policia |
| Neil Flynn         | L'oficial de policia |
| Darren T. Knauss   | Veu del lloro        |

## Saga
- Sol a casa (1990)
- Sol a casa 2: Perdut a Nova York (1992)
- Sol a casa 4 (2002)